# 66
Évszázadok: i. e. 1. század – 1. század – 2. század
Évtizedek: 10-es évek – 20-as évek – 30-as évek – 40-es évek – 50-es évek – 60-as évek – 70-es évek – 80-as évek – 90-es évek – 100-as évek – 110-es évek
Évek: 61 – 62 – 63 – 64 –  65 – 66 – 67 – 68 – 69 – 70 – 71

## Események

### Római Birodalom
- Caius Luccius Telesinust (helyettese júliustól Marcus Annius Afrinus, szeptembertől Marcus Arruntius Aquila) és Caius Suetonius Paullinust (helyettese Caius Paccius Africanus és Marcus Vettius Bolanus) választják consulnak.
- I. Tiridatész Rómába látogat, hogy Nero császár formálisan is kinevezze Örményország királyává. Fogadására látványos ünnepségeket tartanak és Nero bezáratja a Janus-templom kapuját, jelezve hogy a birodalom nem áll háborúban.
- Publius Rufus Anteius és Publius Ostorius Scapula Nero parancsára öngyilkosságot követnek el, miután megvádolták őket, hogy egy csillagjóstól a császár sorsát firtatták. Császárellenes vádak után öngyilkos lesz Caius Petronius Arbiter és Publius Clodius Thrasea Paetus is.
- Nero feleségül kéri Claudia Antoniát (Claudius császár lányát), de az elutasítja. A császár erre lázadással vádolja és kivégezteti Claudiát.
- Nero feleségül veszi szeretőjét, Statilia Messalinát.
- A júdeai Ceasareában vallási zavargásokra kerül sor, amely hamarosan átterjed Jeruzsálemre. Gessius Florus kormányzó fokozza a feszültséget, amikor 17 talentumot elkoboz a Templom kincstárából, a tiltakozókat pedig keresztre feszítteti és megkorbácsoltatja. A zélóták a hatalmukba kerítik a várost és ostrom alá veszik a római helyőrséget. Azok szabad elvonulásért megadják magukat, de lemészárolják őket. A zélóták radikális szárnya, a sicariusok meglepetésszerűen elfoglalják Maszada erődjét. Kitör a zsidó háború.
- Cestius Gallus syriai legatus a Legio XII Fulminatával bevonul Júdeába és ostrom alá veszi Jeruzsálemet. Kilenc nap múltán feladja az ostromot és a tengerpart felé indul telelni. A felkelők rajtaütnek és súlyos vereséget mérnek rá, a légió elveszíti hadijelvényét is. Gallus visszavonul Szíriába, Nero császár pedig Vespasianusra bízza a felkelés leverését.

## Halálozások
- Claudia Antonia, Claudius lánya
- Titus Petronius Arbiter, római író